# Eptesicus chiriquinus
Eptesicus chiriquinus es una especie de murciélago de la familia Vespertilionidae.

## Distribución geográfica
Se encuentra en Costa Rica Panamá, Colombia, Venezuela, Guayana Guayana Francesa y Brasil (región Amazonas).